# Amity (Misuri)
Amity es un pueblo ubicado en el condado de DeKalb en el estado estadounidense de Misuri. En el Censo de 2010 tenía una población de 54 habitantes y una densidad poblacional de 119,82 personas por km².

## Geografía
Amity se encuentra ubicado en las coordenadas 39°52′6″N 94°26′5″O / 39.86833, -94.43472. Según la Oficina del Censo de los Estados Unidos, Amity tiene una superficie total de 0.45 km², de la cual 0.45 km² corresponden a tierra firme y (0.57%) 0 km² es agua.

## Demografía
Según el censo de 2010, había 54 personas residiendo en Amity. La densidad de población era de 119,82 hab./km². De los 54 habitantes, Amity estaba compuesto por el 100% blancos, el 0% eran afroamericanos, el 0% eran amerindios, el 0% eran asiáticos, el 0% eran isleños del Pacífico, el 0% eran de otras razas y el 0% pertenecían a dos o más razas. Del total de la población el 0% eran hispanos o latinos de cualquier raza.